# Svenska frivilligflottiljen i Finland
Svenska frivilligflottiljen i Finland eller F 19 Finland var ett svenskt frivilligförband som med statligt stöd bildade en flygflottilj och verkade under vintern 1939–1940 i Finland. Förbandsledningen var förlagd vid sjön Olkkajärvi i närheten av Rovaniemi i Finland.

## Historik
Vid finska vinterkrigets utbrott var det finska flygvapnet illa rustat för krig. Som en liten förstärkning skänkte den svenska regeringen den 8 december 1939 tre jaktflygplan av typen Jaktfalkar J 6, tre spaningsflygplan av typen Fokker CV-E S 6 samt två Bristol Bulldog J 7. Flygplanen tillfördes det ordinarie finska flygvapnet som kraftsamlade luftförsvaret i södra Finland.  
För att hjälpa Finland skedde inom den svenska flygstaben förberedelser för att sätta upp ett frivilligförband med en jaktflygdivision och en bombflygdivision i norra Finland. Regeringen gav 14 december 1939 sitt tillstånd till att ett frivilligt flygförband fick organiseras. Chef blev den dåvarande majoren Hugo Beckhammar, som redan några dagar före nyåret rekryterat cirka 240 frivilliga, som med tåg reste från Haparanda till Kemi i norra Finland för att förbereda baseringsplatsen i Veitsiluoto. Regeringen beslöt den 30 december att ställa fem B 4 Hawker Hart, och tolv J 8 Gloster Gladiator till flottiljens förfogande. Vid den tidpunkten motsvarade det en tredjedel av Flygvapnets jaktflyg.
Förbandet organiserades med en flottiljstab, jaktdivision, lätt bombgrupp, transportgrupp samt ett stationskompani, totalt 250 man och två lottor. Ursprungligen benämndes flottiljen "F 101", under en knapp vecka i januari "5:e flygregementet" eller "Lento R 5", och slutligen antogs namnet "19:e flygflottiljen" eller "F 19" den 9 januari 1940.
Den 10 januari anlände flygplanen från Sverige och redan samma dag undsatte man en hårt ansatt finsk armégrupp som höll stånd vid Joutsijärvi trots upprepade ryska anfall. Efter några dagar visade det sig att Veitsiluoto låg för långt från fronten, flygplanens räckvidd medförde att de i bästa fall kunde ta sig till operationsområdet och åter, men knappast genomföra några uppdrag där. Under januari månad byggdes därför fem framskjutna baser. 
Flottiljens arbetsuppgift var att bedriva spaning och anfall mot ryska flygbaser samt anfall mot ryska marktrupper och i mån av resurser förse städerna Uleåborg, Kemi och Torneå med jaktförsvar. Flottiljchefen major Beckhammar ledde själv ett sammansatt jakt- och bombflygförband i en överraskande insats 12 januari 1940 då fänriken Ian Iacobi stod för den första luftsegern genom att skjuta ned ett ryskt jaktflygplan av typen I-15. 
Förberedelser gjordes att överföra en flyggrupp B 3 till F 19. På huvudbasen i Finland plogades en rullbana upp för att ta emot de tunga bombplanen, men innan flygplanen hann överföras var kriget över.
Då vapenstilleståndet inträdde 13 mars 1940, hade F 19 opererat i 62 dagar, resultatet var tolv förstörda ryska flygplan och sex egna flygplansförluster, samt tre stupade svenska piloter. Nio J 8 och två B 4 återvände till Sverige i slutet av mars 1940 och placerades på svenska flottiljer. Förbandets väsentligaste bidrag till Finlands kamp var att helt ansvara för luftförsvaret i norra Finland så att landets egna flygstridskrafter kunde koncentreras till fronterna längre söderut.[källa behövs]
Vid F 19 användes även tre civila flygplan som sambandsflygplan: En Junkers F 13 OH-SUO som Centrala Finlandshjälpen köpte av Albin Ahrenberg, en Waco ZQC-6 OH-SLA som Svensk-Finska Föreningen köpte av Björkvallsflyg, flygplanet överfördes 1 juli 1940 till Flygvapnet som Tp 8, samt Lennart Hemmingers Raab-Katzenstein RK-26 SE-ADK. Förberedelser genomfördes för att tillföra en grupp B 3 från Västmanlands flygflottilj (F 1), men freden kom emellan och inga tyngre bombflygplan överfördes.

## Ingående enheter
| - Stab - Stabsdetachement - Radiodetachement - Trossdetachement - Transportdetachement - Sjukvårdsdetachement | - Flygfältskompani - Jaktflygdivision, beväpnad med Gloster Gladiator Mk. Is - Bomb/attackflyg, beväpnad med Hawker Harts - Transportflyg, olika typer, bland annat Tp 8 |

## Materiel vid förbandet
Flottiljen var beväpnad med 29 flygplan av olika fabrikat.

- 12x Gloster Gladiator Mk. Is
- 4x Hawker Hart Mk. Is
- 1x Raab-Katzenstein RK-26
- 1x Waco ZQC-6
- 1x Junkers F 13kä.

## Segrar i luftstrid
F 19 förstörde 12 fientliga flygplan. Själv förlorades tre Hawker Harts och tre Gloster Gladiators genom olika incidenter. Dock så var det enbart ett av dessa flygplan som förlorades genom luftstrid.
| Namn             | Flygvapen             | Segrar |
| Per-Johan Salwén | Finländska flygvapnet | 3      |
| Einar Theler     | Finländska flygvapnet | 2      |
| Ian Iacobi       | Finländska flygvapnet | 1      |
| Gideon Karlsson  | Finländska flygvapnet | 1      |
| Roland Martin    | Finländska flygvapnet | 1      |

## Heraldik och traditioner
Inga flottiljemblem användes vid F 19, samtliga flygplan var målade i det svenska grundschemat m/37 olivgrönt ovansida och ljust blågrå undersida, för att vinterkamouflera flygplanen sprutmålades oregelbundna band i silver. Samtliga svenska märkningar utom registreringsnummer och småtexter avlägsnades, istället bar flygplanen de finska nationalitetsbeteckningarna en "blå Svastika på vit botten" - känd som den finska svastikan - på flygplanskroppen och under vingarna. På sidrodret anbringades en stor bokstav för individmärkning, gula bokstäver för jakt och svarta bokstäver för bombflyget. På Flygvapenmuseum i Malmslätt finns både en J 8 och en B 4 utställda med den finska märkningen som flygplanen bar åren 1939–1940.
År 1993 utsåg dåvarande Chefen för Flygvapnet Lars-Erik Englund Norrbottens flygflottilj (F 21) som svenskt traditionsbevarande förband för F 19. Detta för att hedra F 19 och dess personal återkommande varje år den 12 januari, genom en ceremoni vid F 19:s forna bas vid sjön Olkkajärvi i Finland samt vid en minnessten på F 21.

## Förbandschefer
Förbandschefen titulerades flottiljchef och hade tjänstegraden major.
- 1939–1940: Hugo Beckhammar

## Namn, beteckning och förläggningsort
| 19. flygflottiljen | 1940-01-08 | – | 1940-03-13 |
| Flygregemente 5    | 1940-01-08 | – | 1940-03-13 |

| F 19 | 1940-01-08 | – | 1940-03-13 |
| FR 5 | 1940-01-08 | – | 1940-03-13 |

| Kemi (F) | 1940-01-10 | – | 1940-03-13 |

## Galleri

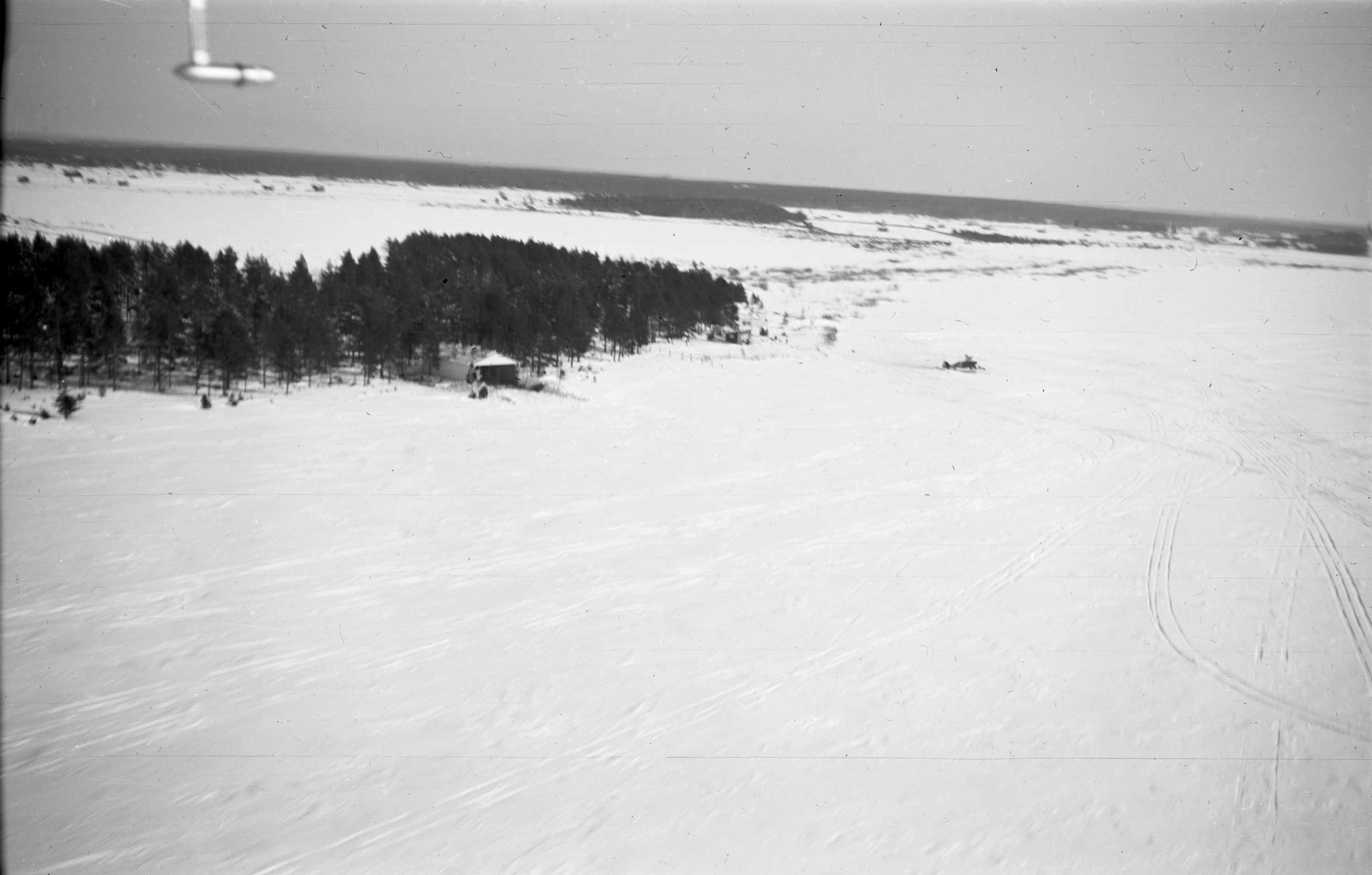
Flygbild av flygbasen Oskar vid F 19
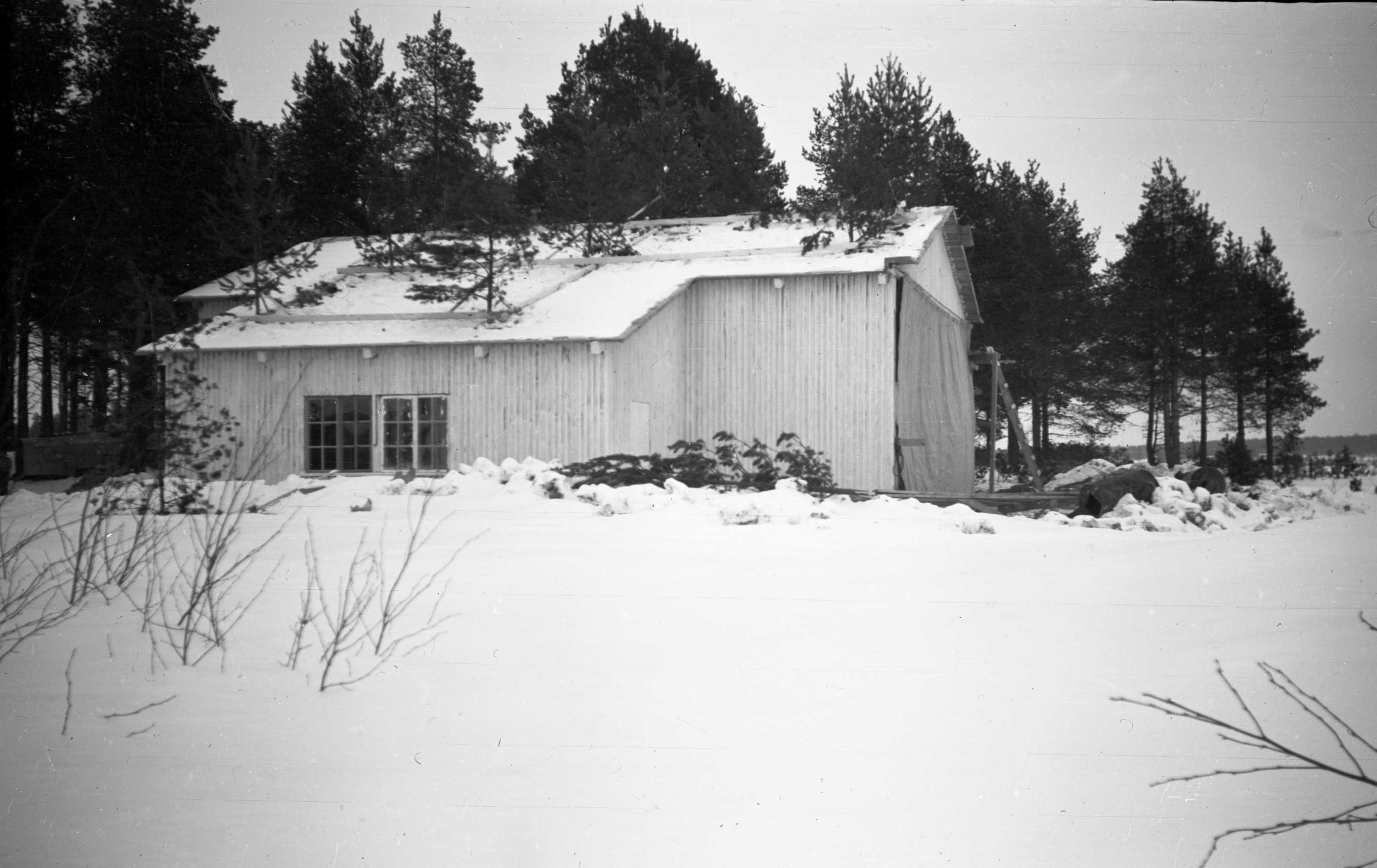
En hangar i ett skogsbryn vid F 19.
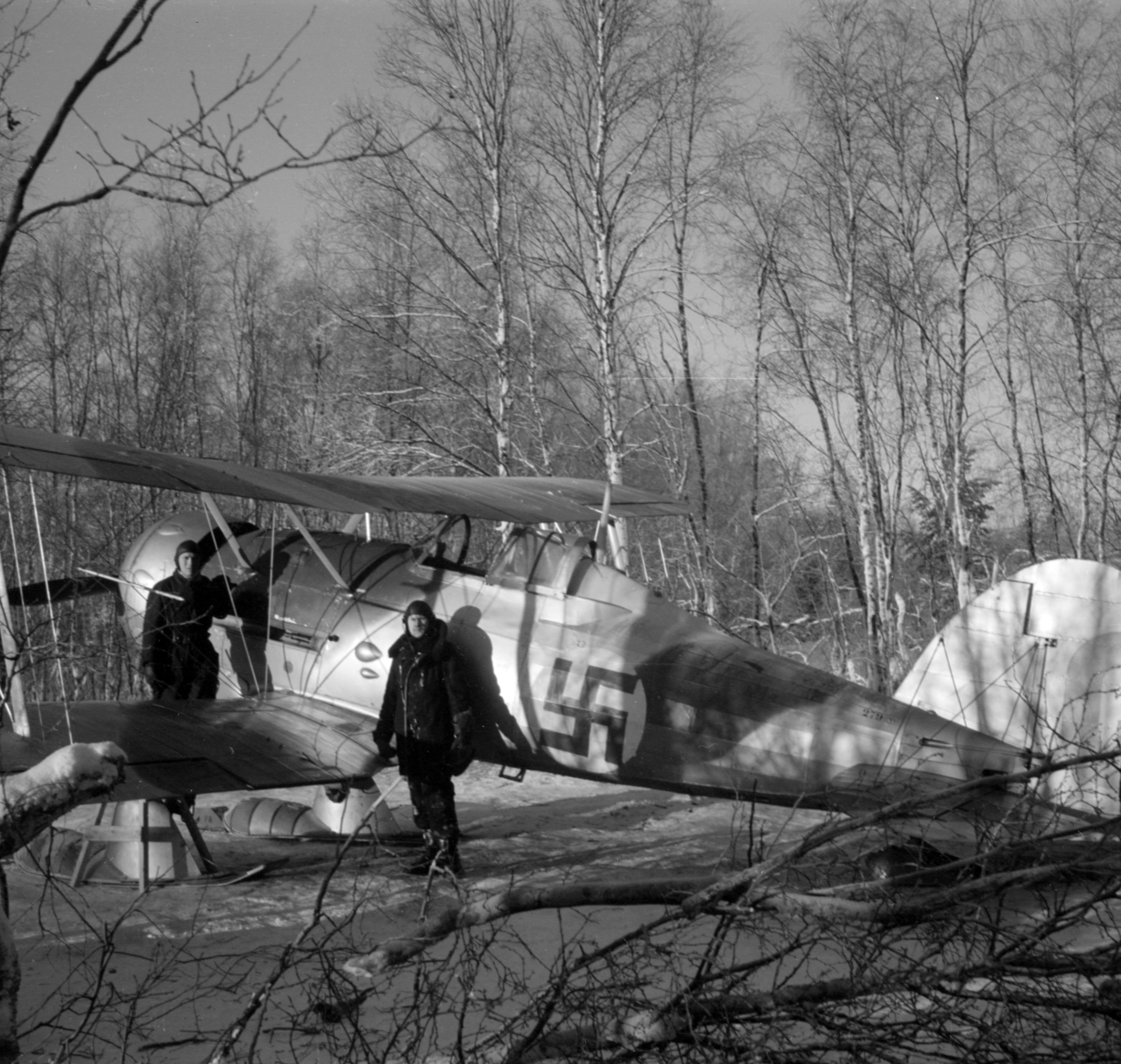
Gloster Gladiator märkt "Kalle" vid F 19.
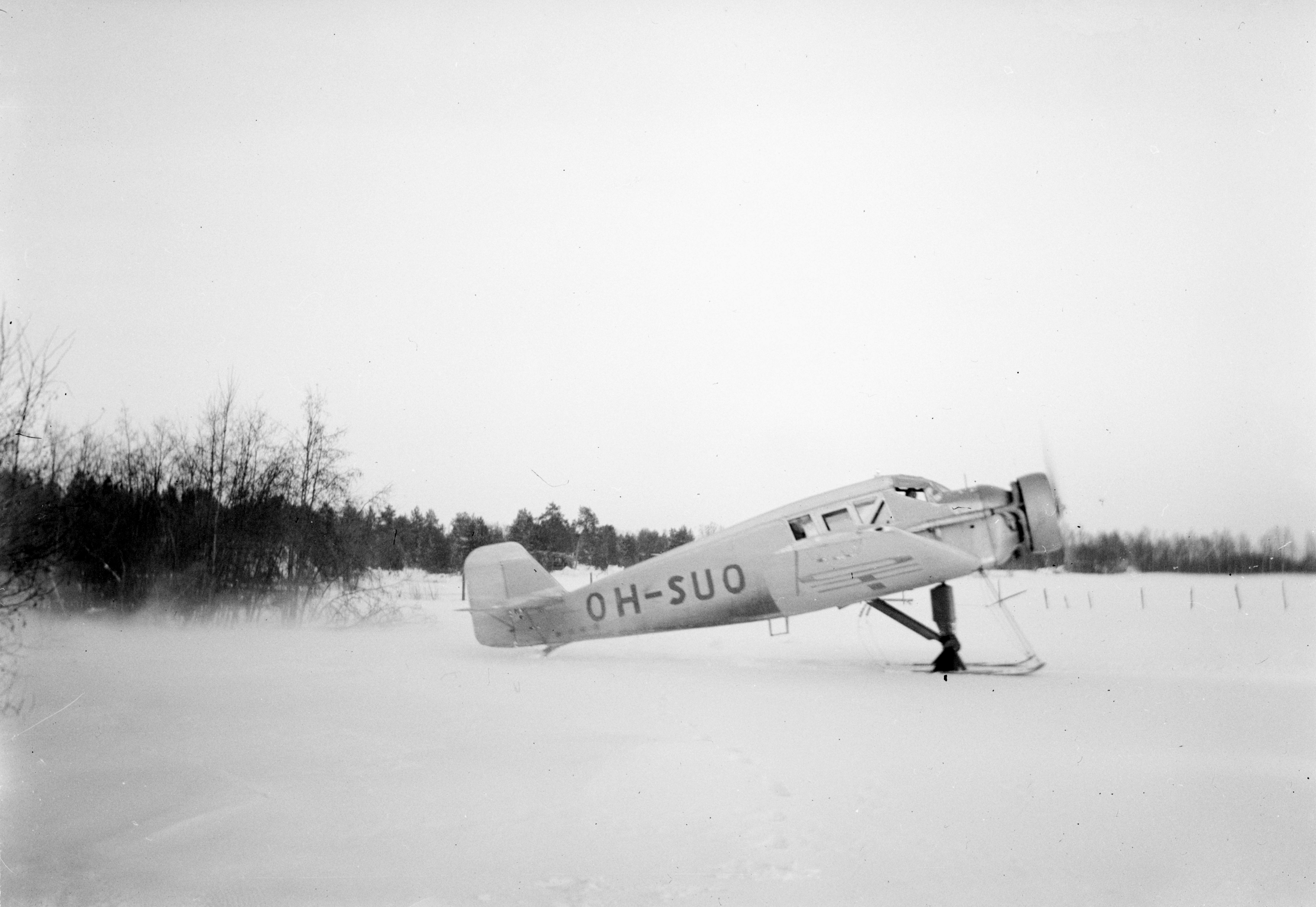
Junkers F-13 märkt OH-SUO
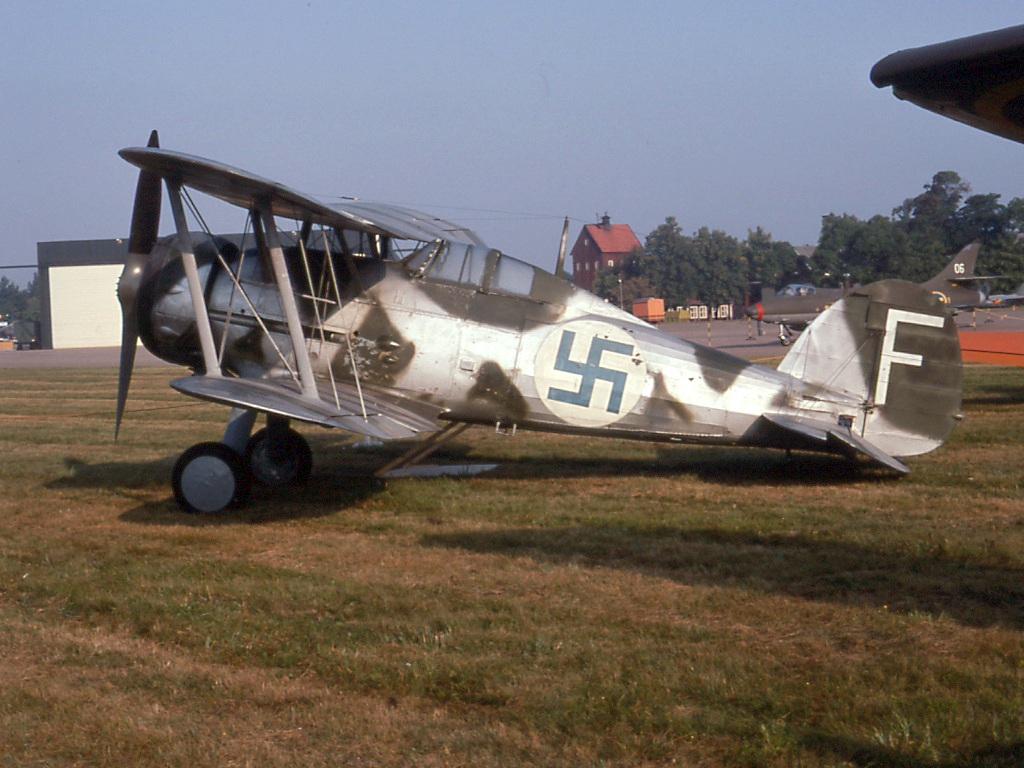
Flygvapenmuseums J 8 uppställd vid Östgöta flygflottilj i augusti 1976.
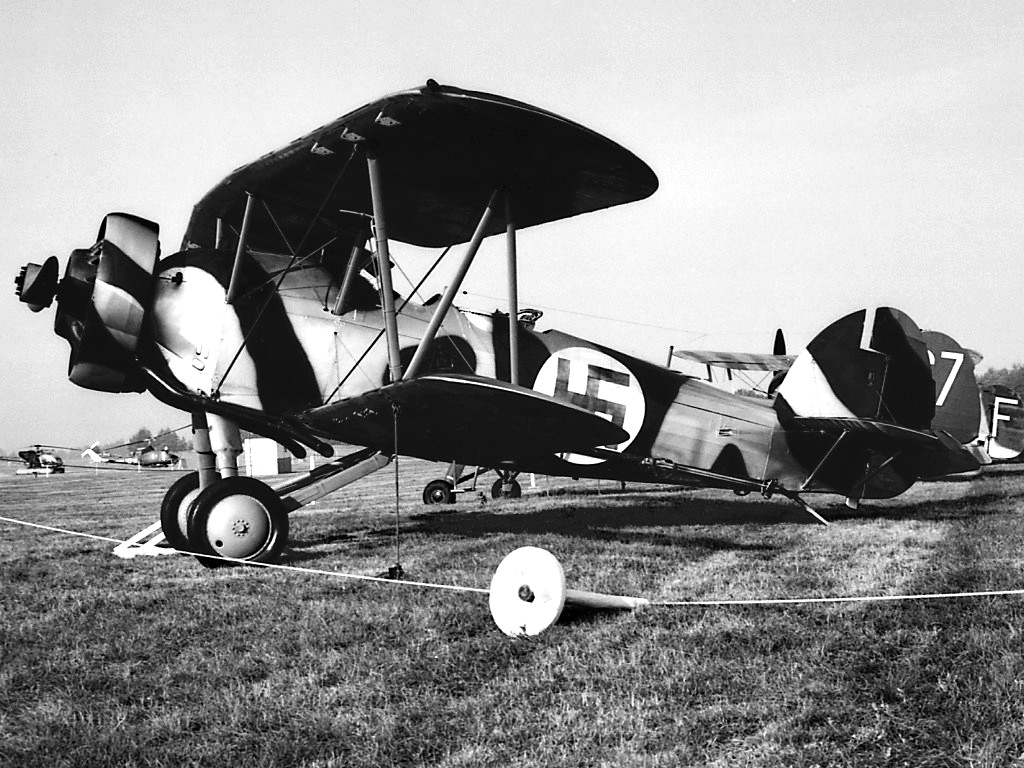
Flygvapenmuseums B 4 uppställd på Östgöta flygflottilj i augusti 1976.
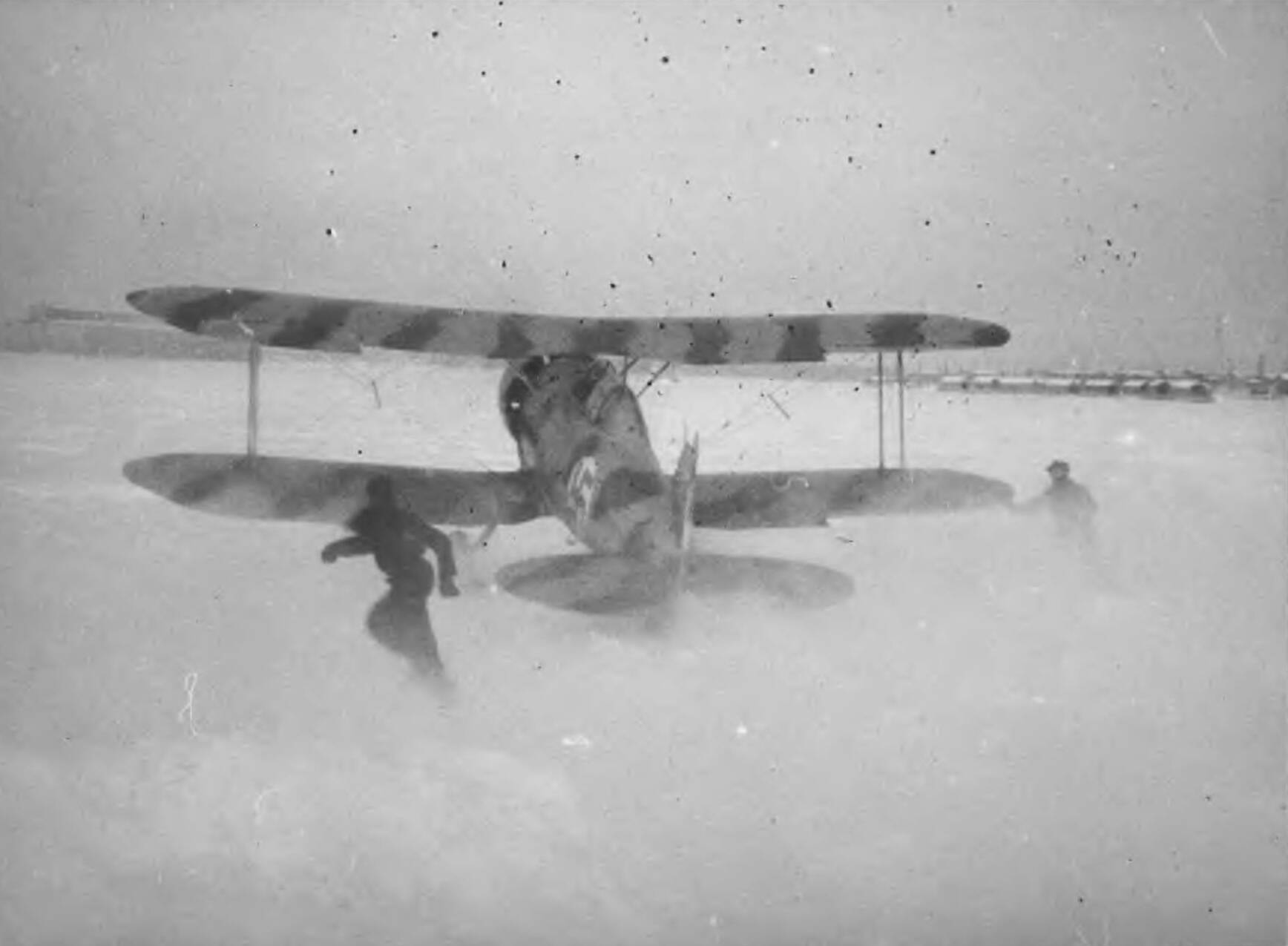
En Gladiator I lyfter från en snötäckt landningsbana.
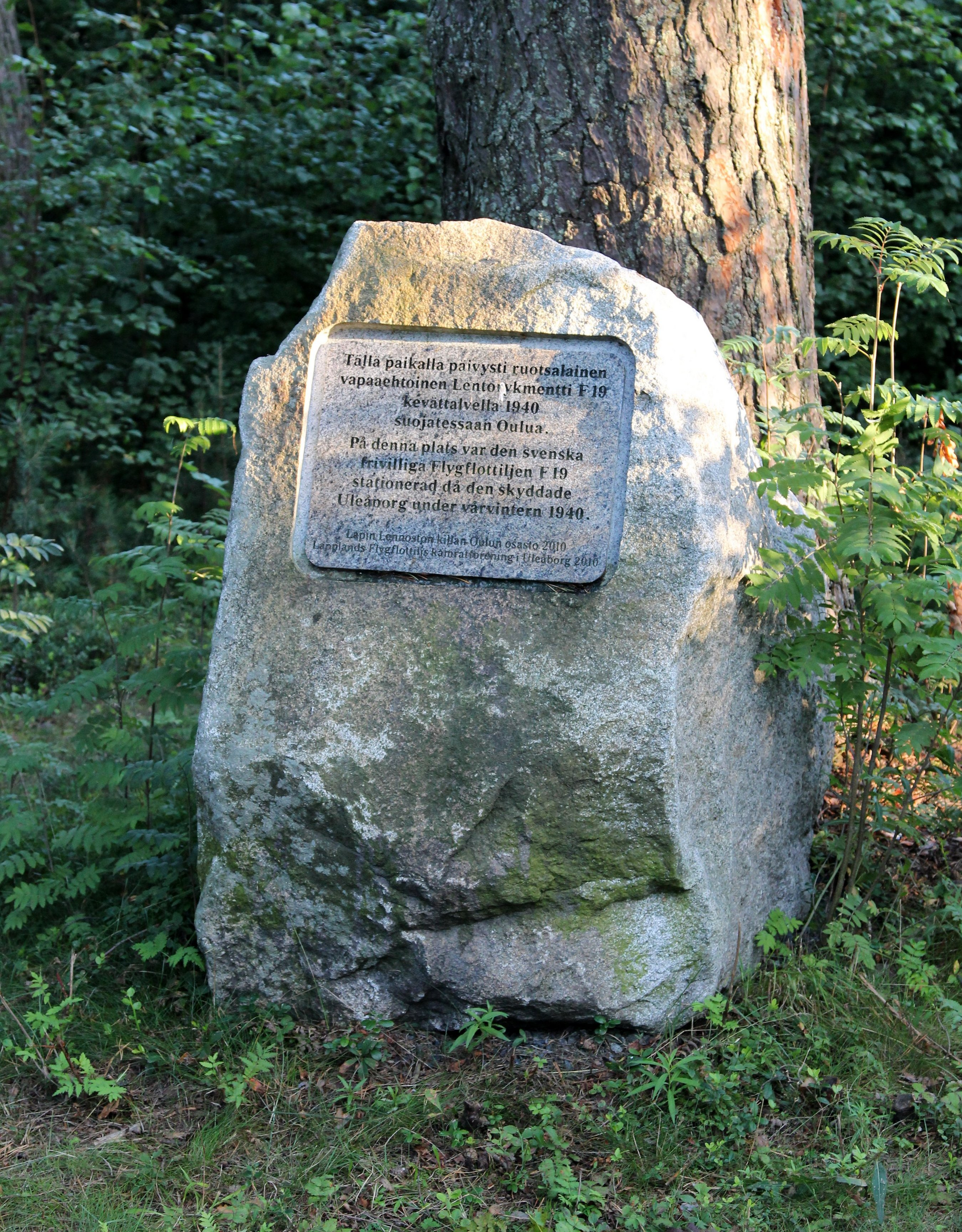
Minnessten i Oritkari för Svenska frivilligkåren i Finland.